# Асука Кадзама
Асука Кадзама (яп. 風間飛鳥) — героиня серии видеоигр в жанре файтинг Tekken от Namco Bandai Games. Она является родственницей главного героя серии, Дзина Кадзамы.
Прежде чем выпустить игру, Namco в 2004 году выпустила изображения трёх новых персонажей, как часть рекламной акции Tekken 5. Среди новых персонажей были Асука, китайский кэмпо-практикант по имени Фэн Вэй, и таинственный ниндзя по имени Рэйвен. Сразу после этого начали распространяться вопросы о роли Асуки в истории и её возможной связи с Дзином Кадзамой.

## Появление в играх
В Tekken 5 Асука, вернувшись домой в один прекрасный день, обнаруживает, что неизвестный человек разрушил додзё и избил её отца, в связи с чем его положили в больницу с тяжёлыми травмами. Детектив из Гонконга говорит ей, что этот мужчина будет принимать участие в Король Железного Кулака 5. Она решает вступить в турнир, чтобы найти его и отомстить за искалеченного отца и разрушенное додзё. В турнире она одерживает победу над дочерью нефтяного магната — Лили. И между ними завязывается соперничество. Однако она его так и не находит, Лэй Улун, который также искал Фэна, вернулся в Гонконг, оставив Асука с чувством недовольства по поводу безнаказанности Фэна. Тем не менее, жизнь Асуки постепенно входит в привычное русло. Однако эти мирные дни быстро закончились после того, как война, объявленная Мисима Дзайбацу, охватила весь земной шар. Узнав, что лидер Мисима Дзайбацу и человек, ответственный за хаос — её родственник — Дзин Кадзама, Асука решает принять участие в турнире Король Железного Кулака 6, чтобы победить его и тем самым остановить его тиранию.
В Tekken 7 она вступает в седьмой турнир из-за ультиматума Лили. На турнире они встречаются в поединке. Асука побеждает, после чего Лили сообщает, что купила додзё её отца и переезжает туда жить вместе с Асукой, чтобы оградить её от разборок с кланом Мисима и начать изучать боевой стиль Кадзама.

### Характеристика персонажа
Асука удивительно дерзкая и высокомерная. Хотя затевает бои регулярно, она не испытывает угрызений совести за частые драки и даже упивается этим. В режиме «История», после достижения своей цели — победы над Фэн Вэйем, она решает остаться в турнире, чтобы «повеселиться». Её видеоролики до и после матча также демонстрируют её уверенность в себе. Как указано в её прологе Tekken 5/Dark Resurrection, Асука также известна как «любопытный ребёнок», который любит решать проблемы других людей «как правило, нокаутом».
Асука говорит не на токийском диалекте.
Фанаты серии часто обсуждают романтические отношения между Дзином и Асукой Кадзамой, после просмотра обстоятельств их первой встречи. Тем не менее, есть вероятность таких отношений между ними, смотря на условия их встречи, подобные моменты часто используются в качестве установки для многих романтических пар в нескольких популярных японских СМИ. Она является соперницей Эмили Де Рошфор, или просто Лили.

## В других медиа
Асука Кадзама также является одной из главных героинь манги Tekken. В отличие от игры, больше внимания уделено Асуке Кадзаме и Лили, нежели семье Мисима. По сюжету манги, Асука прерывает турнир Короля Железного Кулака нападением на Дзина Кадзаму, после чего её выгоняет его телохранитель Эдди Горду. Позже Асука встречается с Лили, и они решают объединить усилия и вместе помешать планам Дзина и Мисима Дзайбацу.
Также Асука появляется в кроссовере Street Fighter X Tekken, вместе с Лили в качестве партнёров. Согласно сюжету игры, Лили приходит к Асуке с предложением помочь ей заполучить ящик пандоры для её отца. Асука с неохотностью соглашается на предложение Лили.
Также в анимационном фильме Tekken: Blood Vengeance можно заметить досье Асуки, когда Анна Уильямс открывает файл, содержащий досье на различных лиц, представляющих интерес для Корпорации G.

## Восприятие
Героиня получила положительные отзывы. GameSpot в своём обзоре Tekken 5 положительно отозвался о новых героях серии, в том числе и про Асуку, заявив, что они хорошо вписываются в игру. Game Revolution назвали Асуку бойцом Якудзы, ссылаясь на её характер. Сайт Eurogamer похвалил разработчиков за Асуку, так как она не стереотипная японская школьница, а сражается мужественно, чтобы победить своих врагов.